# Joachim Smola
Joachim Smola (* 30. Oktober 1961 in Gensungen) ist ein Brigadegeneral des Heeres der Bundeswehr und seit Oktober 2022 Bereichsleiter Beschaffung des Bundesnachrichtendienstes (BND) in Berlin. Vom 1. Februar 2015 bis zum 1. Juni 2017 war er Vizepräsident des Militärischen Abschirmdienstes (MAD) in Köln.

## Militärische Laufbahn

### Ausbildung und erste Verwendungen
Smola absolvierte 1981 das Abitur in Melsungen und trat im gleichen Jahr beim Panzerflugabwehrkanonenregiment 2 in Kassel in die Bundeswehr ein. Er absolvierte die Offizierausbildung als Offizieranwärter der damaligen Heeresflugabwehrtruppe. Das Studium der Elektrotechnik von 1982 bis 1986 an der Universität der Bundeswehr Hamburg schloss er als Diplom-Ingenieur ab. Es folgten Verwendungen als Zugführer und Kompaniechef von 1986 bis 1993 in Kassel, Marburg und Fuldatal. Anschließend absolvierte Smola den 38. Generalstabslehrgang Heer an der Führungsakademie der Bundeswehr in Hamburg von 1994 bis 1996, wo er zum Offizier im Generalstabsdienst ausgebildet wurde.

### Dienst als Stabsoffizier
Seine ersten Stabsoffizier-Verwendungen versah Smola ab 1996 als Stabsoffizier G 4 der Panzergrenadierbrigade 38 in Weißenfels und ab 1998 als Dezernatsleiter G 2 im Zentrum für Nachrichtenwesen der Bundeswehr in Gelsdorf. Im Jahr 2000 wurde er Regimentskommandeur des Panzerflugabwehrkanonenregiments 14 in Stavenhagen und in Personalunion Standortältester. Während diese Zeit absolvierte er seinen ersten Auslandseinsatz.
Für Smola schloss sich 2002 eine zweijährige Verwendung als Referent (Referat II 1) im Führungsstab der Streitkräfte im Bundesministerium der Verteidigung an. Es folgten weitere Verwendungen im Militärischen Nachrichtenwesen ab 2004 als G 2 Operationen im Multinationalen Korps Nord-Ost in Stettin (Polen), ab 2007 als Abteilungsleiter G 2 der Division Luftbewegliche Operationen in Veitshöchheim und ab 2010 als Referatsleiter Strategie und Einsatz I 3 (bis 31. März 2012 Führungsstab der Streitkräfte II 3) im Bundesministerium der Verteidigung in Berlin. Von 2012 bis 2015 war Smola Abteilungsleiter Gesamtlage (GL) im Bundesnachrichtendienst in der Gardeschützenkaserne in Berlin.

### Dienst als General
Vom 1. Februar 2015 bis zum 1. Juni 2017 war Smola Vizepräsident des Militärischen Abschirmdienstes. Auf diesem Dienstposten erhielt er auch die Beförderung zum Brigadegeneral. Im Juni 2017 kehrte Smola zum Bundesnachrichtendienst nach Berlin zurück, um Abteilungsleiter Gesamtlage/FIZ (Führungs- und Informationszentrum) und Unterstützende Fachdienste (GU) zu werden. Seit Oktober 2022 ist er Bereichsleiter Beschaffung des Bundesnachrichtendienstes in Berlin.

### Auslandseinsätze
Smola nahm dreimal an Auslandseinsätzen der Bundeswehr teil:
- 12/2001 – 06/2002: Stabsoffizier G 2 der Multinationalen Brigade Süd (KFOR) in Prizren im Kosovo
- 01/2007 – 03/2007: Chief Joint Intelligence Center im Headquarters (HQ) ISAF, Kabul, Afghanistan
- 11/2009 – 05/2010: Director Fusion Center und Deputy Chief of Staff Operation im Regional Command North (ISAF) in Masar-e Scharif, Afghanistan

## Privates
Smola ist verheiratet und hat drei Kinder.